# Пеккала, Мауно
Ма́уно Пе́ккала (фин. Mauno Pekkala; 27 января 1890, Сюсмя, Санкт-Михельская губерния — 30 июня 1952, Хельсинки) — финский государственный и политический деятель.

## Биография
Получил образование по философии и лесоводству, с декабря 1926 года по декабрь 1927 года был министром сельского хозяйства в кабинете В. Таннера. С декабря 1939 года по май 1942 года Пеккала был министром финансов в кабинетах Р. Рюти и Й. Рангелла.
В 1944 году вышел из Социал-демократической партии Финляндии (СДПФ) и перешёл в Демократический союз народа Финляндии (ДСНФ), с 1944 по 1952 год представлял его интересы в финском парламенте. С апреля 1945 года по март 1946 года был министром обороны в кабинете Юхо Паасикиви.
После избрания Паасикиви президентом Финляндской Республики 26 марта 1946 года, Пеккала стал его преемником на посту премьер-министра, возглавлял коалиционное правительство, куда входили представители СДПФ, ДСНФ, Аграрной лиги и Шведской народной партии. 6 апреля 1948 года в Москве Пеккала от имени правительства Финляндии подписал договор о дружбе, сотрудничестве и помощи с Советским Союзом. 29 июля 1948 года Пеккала был заменён на посту премьера на К.-А. Фагерхольма.
В 1950 году Пеккала баллотировался в президенты Финляндии от ДСНФ, но набрал только 67 из 300 голосов выборщиков, проиграв Паасикиви.